# Bedford Avenue
Bedford Avenue – stacja metra nowojorskiego, na linii L. Znajduje się w dzielnicy Brooklyn, w Nowym Jorku i zlokalizowana jest pomiędzy stacjami First Avenue i Lorimer Street. Została otwarta 21 września 1924.